# Woodstock (roman)
Pour les articles homonymes, voir Woodstock.
Woodstock ou le Cavalier (Woodstock; or The Cavalier) est un roman historique de l'auteur écossais Walter Scott, paru le 28 avril 1826 sous la signature « par l'auteur de Waverley, Histoires du temps des croisades, etc. »
Le récit se déroule en Angleterre, dans les prolongements de la Première Révolution, un an après la bataille de Worcester (3 septembre 1651) remportée par Cromwell sur l'armée de Charles Stuart, le futur Charles II. Ce dernier, en fuite, erre de cachette en cachette.
Gardé par un fervent partisan des Stuarts, le palais de Woodstock est mis sous séquestre par le Parlement. Cromwell accepte de lui épargner la destruction. Mais c'est pour en faire une souricière : il calcule en effet que le palais finira un jour ou l'autre par offrir asile à Charles.

## Genèse

### Contexte éditorial

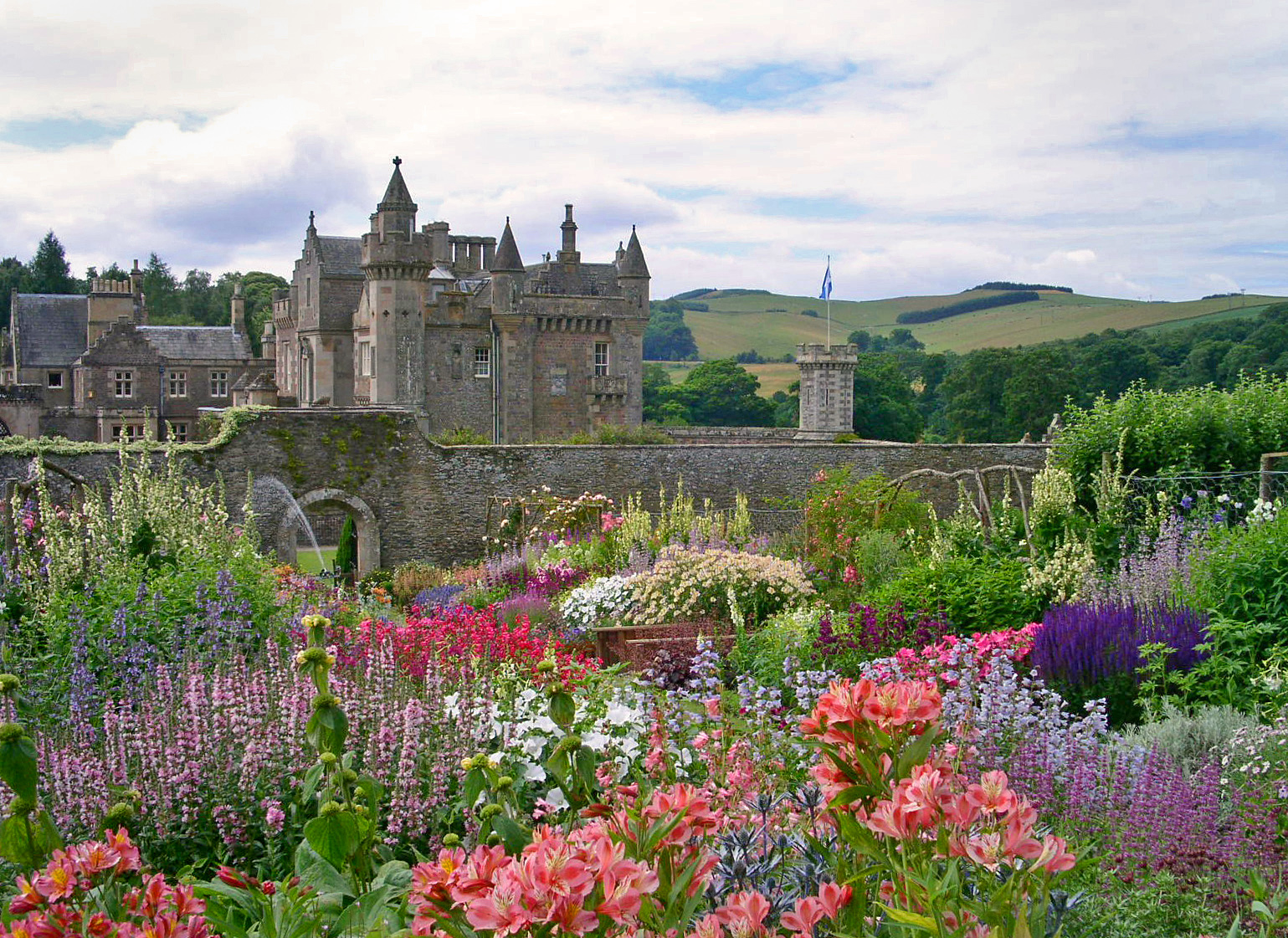
Le domaine d'Abbotsford.

Les Fiancés et Le Talisman paraissent le 22 juin 1825. Ce mois-là, Walter Scott entreprend de rédiger une biographie de Napoléon,. En novembre, il s'interrompt pour écrire Woodstock, qu'il espère avoir fini en février de l'année suivante. Mais, durant l'hiver, la récession provoque la ruine de ses éditeurs, qui sont également ses associés. Scott devient insolvable. Il a dès lors le plus grand mal à travailler sur son roman, insatisfait de ce qu'il a déjà écrit, incapable de trouver une fin. C'est poussé par le besoin d'argent qu'il termine. Menacé de perdre son domaine d'Abbotsford, il inaugure, avec Woodstock, une série de romans sombres. 

### Publication
Le livre paraît le 28 avril 1826, deux semaines avant la mort de l'épouse de l'écrivain, sous le titre Woodstock; or The Cavalier. A Tale of the Year Sixteen Hundred and Fifty-one (« Woodstock ou le Cavalier : une histoire de l'année 1651 ») :
- à Édimbourg, chez Archibald Constable and Co. ;
- à Londres, chez Longman, Rees, Orme, Brown and Green.

Il est signé « par l'auteur de Waverley, Histoires du temps des croisades, etc. »

## Cadre historique
La Première Révolution anglaise (1641-1649) voit le remplacement du régime monarchique par une république. Cette révolution donne lieu à trois guerres civiles.
La première a lieu de 1642 à 1645. Les puritains (calvinistes intransigeants) représentent une minorité puissante au Long Parlement. À leurs revendications politiques se mêlent des griefs d'ordre religieux. Ils veulent s'affranchir de la hiérarchie anglicane. S'opposant à la volonté du roi, le Parlement monte une armée, la New Model Army. Il charge Oliver Cromwell de la réorganiser.
La Deuxième guerre civile a lieu de 1648 à 1649. Tout membre de la Chambre des communes qui n'est pas du côté de la religion des independents ou du côté des grandees (les officiers supérieurs de la New Model Army) est exclu du Parlement. On exclut donc ceux qui sont assez courageux pour maintenir leur liberté d'opinion. Il ne reste plus au Parlement qu'« une poignée d'hommes d'État qui ont perdu le respect du peuple en conservant si longtemps le pouvoir suprême » : le Long Parlement devient le Parlement croupion. Le 30 janvier 1649, Charles Ier est exécuté. Le 19 mai, Cromwell proclame la République, ou Commonwealth. Des bandes de doctrinaires en armes chassent les pasteurs nommés par les évêques anglicans.
La Troisième guerre civile a lieu de 1649 à 1651. En septembre 1651, Cromwell écrase à la bataille de Worcester l'armée de Charles Stuart, éphémère roi d'Écosse. Traqué, le jeune homme erre de cachette en cachette, dans l'espoir d'un embarquement pour le continent.
Les membres du Parlement croupion ne peuvent plus se maintenir au pouvoir sans licencier l'armée… Comment réduire la force militaire sans une nouvelle effusion de sang ? D'autant que Cromwell a maintenu au complet les régiments où les fanatiques sont les plus nombreux, et réduit le nombre de ceux où les presbytériens modérés prédominent.

## Fait divers ayant inspiré un épisode du roman
Le début du récit s'inspire d'un fait réel. En 1649, des commissaires sont dépêchés par le Parlement croupion pour mettre le séquestre sur le domaine de Woodstock. Ils sont effrayés par de prétendus phénomènes surnaturels. Scott déplace l'épisode en 1652.

## Dates et lieux du récit

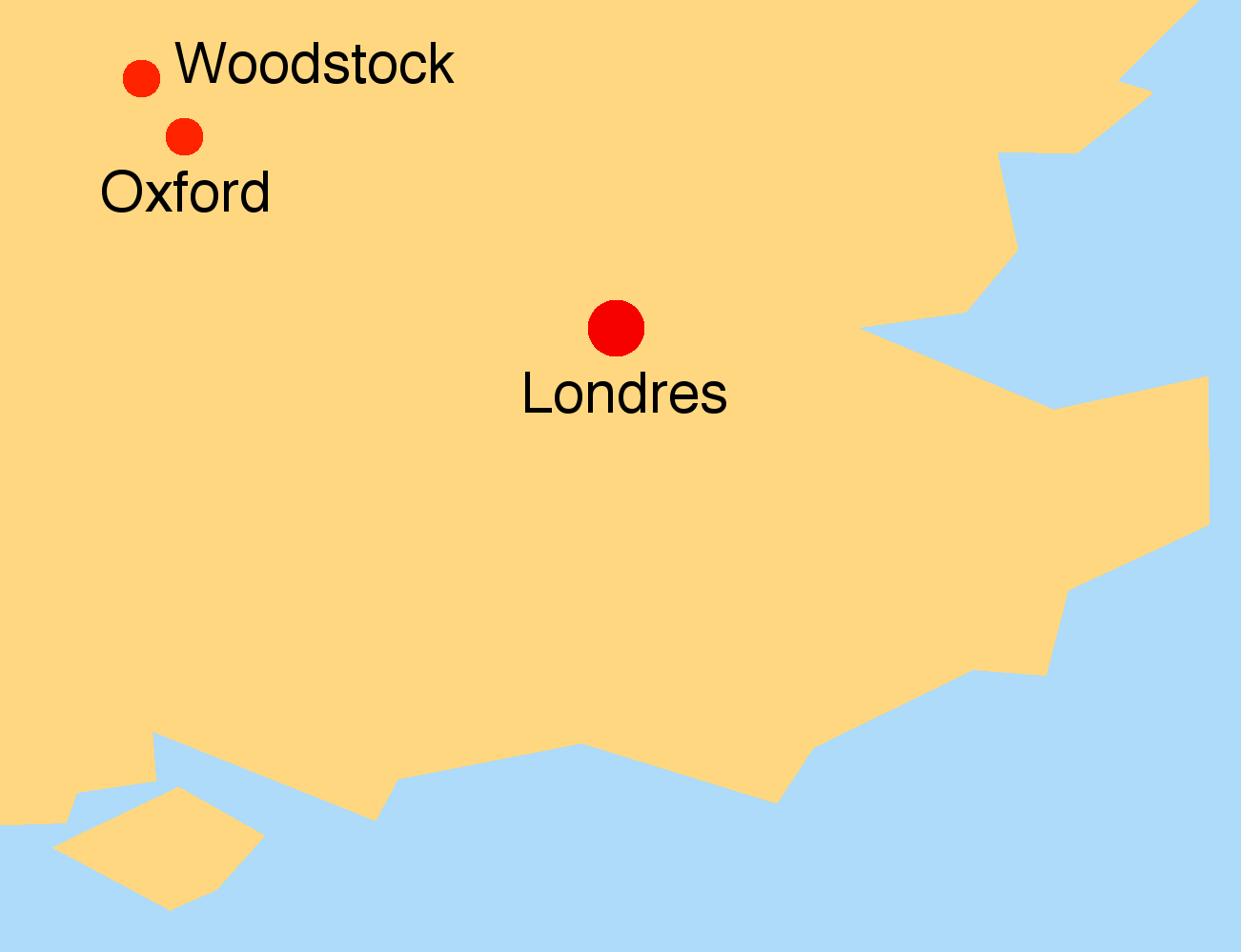
Localisation de Woodstock, où se trouve la Loge.

L'histoire a lieu en Angleterre, dans les prolongements de la Première Révolution. L'auteur fait débuter son récit « un matin de la fin de septembre, ou des premiers jours d'octobre 1652, jour fixé pour rendre au Ciel des actions de grâces solennelles de la victoire décisive remportée à Worcester ». Une note d'éditeur fait remarquer : « 1652. Le roman porte dans son titre la date de 1651 : c'est sans doute parce que l'auteur remonte par la pensée jusqu'à la date de la bataille de Worcester. »
Le lieu principal du récit est le palais de Woodstock, auquel Scott rend son vieux nom de « la Loge ». Il se trouve à Woodstock, à 16 kilomètres au nord-ouest d'Oxford. Il abrite des passages secrets, suscite des légendes. Henri II y cache sa maîtresse Rosemonde Clifford. Cette résidence royale est rasée en 1720. Elle ne doit pas être confondue avec le palais de Blenheim, bâti tout près de son emplacement, sur le domaine. Quelques scènes se déroulent à Londres. Le livre se termine le 29 mai 1660, sur le retour de Charles à Londres, pour y être proclamé roi d'Angleterre.

## Résumé

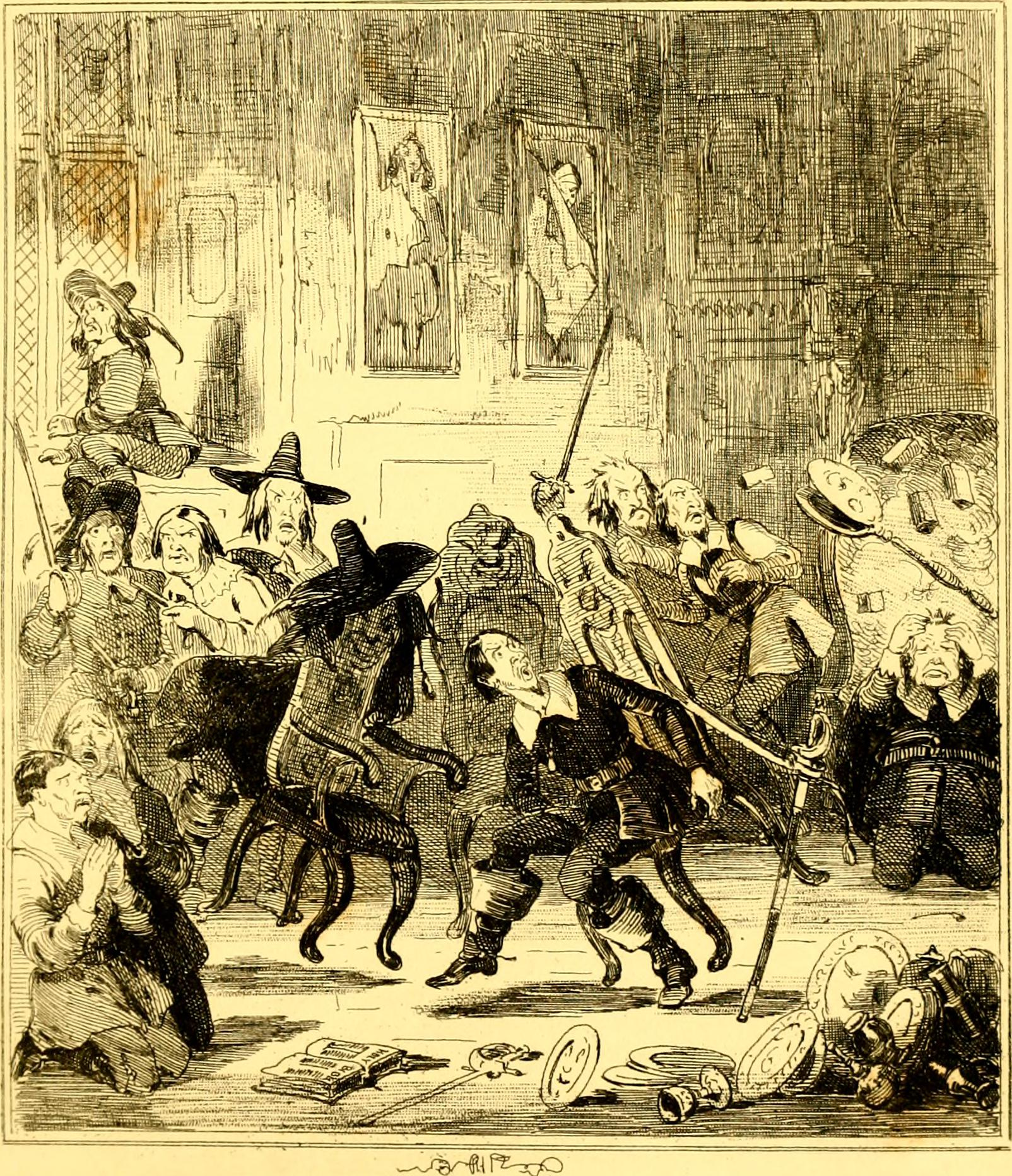
Les commissaires du sequestre terrorisés par des phénomènes « surnaturels ».

Sir Henry Lee, le gardien de « la Loge », le palais de Woodstock, est un anglican et un « cavalier », un fervent partisan des Stuarts. Aussi s'oppose-t-il au mariage de sa fille Alice et de son neveu, le colonel Markham Everard, une « tête ronde » qui a combattu au côté de Cromwell.
Sir Henry et les siens sont confrontés à l'envahissement de la Loge par trois lords commissaires dépêchés par le Parlement pour mettre le séquestre sur la forêt, le parc et le palais. Sir Henry et Alice sont chassés du palais. La nuit venue, les trois intrus sont victimes des attaques de soi-disant fantômes, qui les terrorisent. Ils fuient les lieux.
Everard use de son crédit auprès de Cromwell pour que ce dernier sauve la Loge de la destruction et pour que la garde en soit à nouveau confiée à sir Henry. Cromwell accepte, calculant que ce nid de royalistes finira tôt ou tard par offrir asile à Charles Stuart. Il compte sur Everard pour lui livrer le fugitif. Sir Henry et Alice réintègrent la Loge.
Charles y arrive un soir, se faisant passer pour un page écossais du fils de sir Henry. Séducteur incorrigible, il s'empresse de courtiser Alice. La fière jeune fille refuse de lui céder, même après qu'il lui a révélé sa qualité. Jaloux, Everard se querelle avec lui, et un duel n'est évité que par l'intervention d'Alice. Everard apprend le nom de son rival. Mais, considérant « comme une insulte à son honneur » le fait que Cromwell lui ait demandé de livrer Charles, il garde le secret de sa découverte.
Cromwell est néanmoins informé de la présence de Charles à la Loge. Il fait encercler celle-ci. Il arrive trop tard : Charles a pu fuir.
Everard et sir Henry sont arrêtés, condamnés à mort. Cromwell finit par leur accorder son pardon.
Charles réussit à gagner le continent. Il adresse une lettre à sir Henry, lui demandant d'autoriser le mariage d'Alice et d'Everard. Ce dernier s'éloigne de Cromwell, auquel il n'a toujours pas pardonné de l'avoir cru capable de livrer le roi. Et il adhère à l'idée, qui commence à se répandre, qu'on n'obtiendra jamais un gouvernement stable qu'en rappelant la famille royale.
Le 29 mai 1660, c'est le retour triomphal de Charles à Londres, pour y être proclamé roi d'Angleterre. S'étant une ultime fois entretenu avec l'objet de toutes ses espérances, sir Henry meurt.

## Personnages

### Joseph Tomkins
Dit Joe l'Honnête, ou Tomkins le Fidèle, ou Fibbet (menteur). Personnage fictif. Tête ronde, sectaire militaire, independent. Secrétaire du colonel Desborough. Mandataire des lords commissaires du séquestre. D'une imperturbable gravité. Courageux, subtil et intelligent.
« Drôle bien étrange » qui a « pris la mesure du pied de chacun », qui parle avec tous ceux qui jouent un rôle dans les intrigues du temps, et qui gagne la confiance de tous, ce qui lui vaut promesses et cadeaux. Tout semble lui passer par les mains. Il a le don de prêcher et d'expliquer, ce qui lui vaut du crédit auprès des independents. Et il sait se rendre utile aux gens plus modérés.
Curieux et questionneur, il est un agent double naviguant de Cromwell au docteur Rochecliffe. Selon Cromwell, il est à vendre au plus offrant. Il se fait passer auprès du docteur Rochecliffe pour un anglican toujours zélé et un royaliste qui ne sert dans les rangs ennemis que pour y jouer le rôle d'espion. Il appartient à la secte des familistes, qui permet de se conformer aux pratiques de toute secte dominante : il peut ainsi cacher sa liberté spirituelle à tous ceux qui pourraient s'en offusquer. Fanatique, extravagant dans ses opinions religieuses. Sa sincérité n'a jamais été révoquée en doute. Markham Everard pense néanmoins qu'elle « marche toujours d'un pas égal avec son intérêt ». Tomkins est en effet clairvoyant, adroit et intéressé dans ses affaires privées, « excellent casuiste quand la question repose sur l'intérêt ».
Il se livre à des excès de boisson, disposé à boire à la santé du roi et de qui l'on veut, pourvu qu'on lui offre à boire. Ses discours, habituellement décents et réservés, deviennent alors licencieux et pleins de vie, évoquant ses exploits de jeunesse — braconnage, pillage, ivrognerie et querelles de toute espèce, du temps où il était Philippe Hazedin, le plus grand vaurien du comté d'Oxford, chantre de chœur et sonneur de cloches du docteur Rochecliffe, qu'il a en outre aidé dans ses recherches sur les passages secrets de la Loge.
Il couvre ses vices d'un masque d'hypocrisie. Le docteur Rochecliffe dit que depuis qu'il est devenu saint, sept diables pires que lui-même ont pris possession de son corps. Il souhaite fortement « convertir » la fiancée de son ami Jocelyn, la gentille Phoebé, lui frayer un passage jusqu'à une « vive et heureuse lumière ». Il se lance donc dans des « travaux apostoliques », cherchant à faire valoir son amour avec une énergie qui force l'attention. Car les plus mauvaises actions sont permises au saint qui élève ses pensées jusqu'à se croire au-dessus du péché. Étant d'une nature exclusivement spirituelle, le péché n'existe que dans la pensée : « Tout est pur pour celui qui est pur », et le péché se trouve dans les pensées, non dans les actions.

### Noll (Oliver) Cromwell

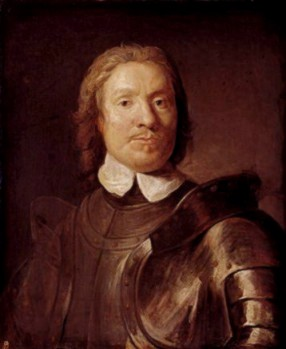
Oliver Cromwell.

Personnage  historique. Tête ronde, général en chef de l'armée du Parlement. Entreprenant, ambitieux, fort, sage, modéré. Esprit sombre et subtil, mystérieux, impénétrable. Du bon sens et du courage. Des manières brusques. En véritable Anglais, il méprise la frivolité, déteste l'affectation, ne peut souffrir la cérémonie.
Des prétentions à la piété, des convictions même, mais clairement hypocrite à certaines périodes, par intérêt personnel : « Sa religion fera toujours une grande question de doute, qu'il n'aurait peut-être pu éclaircir lui-même. »
Scott est en pleine banqueroute lorsqu'il écrit ce livre, et son portrait de Cromwell est singulièrement noir. Il en fait un personnage presque démoniaque, hanté par le sang de Charles Ier, mais qui manigance pour s'emparer du royal fugitif.
L'auteur, qui a commencé sa Vie de Napoléon Buonaparte, voit aussi en Cromwell un génie de la conquête du pouvoir : ayant à commander et inspirer des soldats qui sont des doctrinaires calvinistes affûtés, Cromwell relève le défi en embarquant ses auditeurs dans des discours aux circonvolutions brumeuses, sans cesse distendues d'incidentes interminables, accumulant détours, réserves et exceptions, s'égarant dans un « labyrinthe de parenthèses ». Il est alors « l'orateur le plus inintelligible qui ait jamais intrigué ses auditeurs ». Il a cependant un discours clair et énergique quand il veut se faire comprendre. 

### Autres personnages
- Sir Henry Lee, chevalier baronnet de Ditchley, 65 ans, veuf, grand maître de la capitainerie de Woodstock, anglican, « cavalier ». Fier, hautain, inflexible, irritable. Un amour de l'ordre qui va jusqu'à la minutie. Des qualités plus solides que brillantes. Opiniâtre en matière de religion, de politique et de goût. Cite à tout bout de champ « le vieux Will » (William Shakespeare).
- Bevis, chien de sir Henry, descendant d'un chien de Richard II.
- Alice Lee, fille de sir Henry. Orpheline de mère, elle a été éduquée avec son frère et son cousin. Il en résulte une franchise qui ne connaît ni la crainte, ni le soupçon. Élevée dans les sentiments du loyalisme exalté des cavaliers envers le roi.
- Révérend Nehemiah Holdenough, vieux ministre presbytérien de Woodstock. Excellent homme, mais d'un caractère violent qu'il ne peut toujours maîtriser. Autrefois chapelain du major-général Harrison, il a exhorté des soldats au massacre d'un « prêtre de Baal » (un prêtre anglican), dont il a découvert un peu tard qu'il était son « frère », son plus cher ami d'université. Toujours prêt à en découdre avec Satan, dont il devine la présence en tous lieux.
- Le maire de Woodstock, zélé presbytérien, réunissant « l'embonpoint à la dignité », lent, gonflé de son importance, hâbleur, mais poltron.
- Jocelyn Joliffe, garde forestier de Woodstock. Amoureux de Phoebé. Compagnon de beuverie de Tomkins le Fidèle, il exerce une surveillance rigoureuse sur tous les mouvements de ce dernier. Brave comme un lion, mais craint les revenants.
- Colonel Albert Lee, cavalier, fils de sir Henry.
- Colonel Markham Everard, neveu de sir Henry, républicain, tête ronde, presbytérien. Probe, ferme. Vif, impatient, ardent, impétueux jusqu'à la précipitation. Parvient à dissimuler ou même à dompter ce caractère violent, qui ressort lorsqu'il est fortement ému. Vigoureux, autoritaire, déterminé. Naturellement franc et sans détours. Pourtant, sir Henry lui reproche de savoir « faire des distinctions », d'être capable de se battre contre la prérogative royale sans avoir le moindre mauvais dessein contre la personne du roi. Et son ami Wildrake le raille pour avoir porté les armes contre le roi « en toute affection et loyauté[25] » à l'égard de ce même roi. Dans ce qu'Everard appelle son « honneur », Cromwell voit plutôt une « humeur scrupuleuse[26] ».

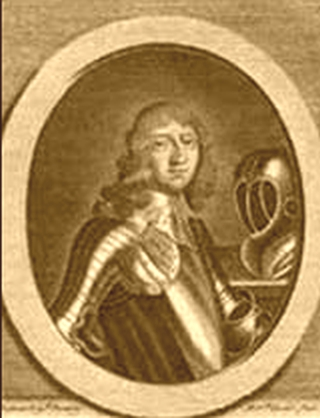
Le major-général Thomas Harrison.

- Les trois lords commissaires du séquestre :
  - Colonel John Desborough, personnage historique. Régicide. Beau-frère de Cromwell, independent. Stupide et indolent. « Fort comme un taureau et peureux comme un mouton. » Pillard insatiable.
  - Major-général Thomas Harrison, personnage historique. Un des juges régicides. Membre du club londonien de la Rota (en)[27]. Un des principaux chefs des fanatiques appelés hommes de la cinquième monarchie. Quand il n'est pas affecté par cette « démence partielle », il se montre « aussi habile dans les voies du monde que bon soldat » et ne laisse échapper aucune occasion d'améliorer sa fortune. Il se justifie en disant qu'« il faut que les saints aient les moyens de se procurer de bons harnais et des chevaux frais pour s'opposer aux profanes et aux impies ». Il est « un des hommes les plus cruels et les plus sanguinaires de l'armée de Cromwell » : on ne sait si sa folie est due à son ancien métier de boucher ou à son fanatisme frénétique, qui lui fait regarder ceux qui s'opposent à lui comme s'opposant à la volonté divine. Justifie toujours le massacre des fuyards ou des prisonniers par quelque fausse application de l'Écriture. Poursuivi par de sombres remords, qu'il masque adroitement de ses idées exaltées. Courageux, obstiné, grossier, ignorant, présomptueux. Il se considère comme « le champion élu pour combattre et pour vaincre le grand dragon et la bête qui sortira de la mer ». C'est lui qui commandera « l'aile gauche et les deux régiments du centre lorsque les saints combattront les légions innombrables de Gog et de Magog ».
  - Joshua Bletson. Il se montre bon orateur à la Chambre des communes, dont il est membre pour le bourg de Littlefaith. Méprisant, persuadé de sa supériorité, mais sur le plan intellectuel seulement, car il n'a pas de courage physique. Traite cependant les autres de poltrons. Il fréquente le club de la Rota. Froid sceptique. Esprit fort, philosophe athée, néanmoins superstitieux. Place la Bible sous son oreiller pour se défendre des fantômes. Républicain sincère, mais peu disposé à devenir martyr pour autant : il est prêt à se soumettre à Cromwell ou à quiconque disposerait de l'autorité. N'admettant aucun des principes fondamentaux du christianisme, il est surveillé par les épiscopaux et par les presbytériens. Il se cache donc parmi les independents, qui prônent une absolue tolérance. Il se prétend désintéressé.
- Phoebé Mayflower, petite amie de Jocelyn Joliffe. Orpheline très attachée à la famille Lee.
- Capitaine Roger Wildrake, cavalier se faisant passer pour une tête ronde, ami de Markham Everard depuis l'université et l'école de droit. En dépit de sa liaison avec celui-ci, il reste fidèle à ses principes politiques. Assez imprudent pour les afficher publiquement. A été capitaine dans la cavalerie légère du colonel Thomas Lunsford (en), unité prétendument composée de « mangeurs d'enfants ». Sensible, généreux, loyal, mais curieux, impatient, inconsidéré, insouciant, débauché. Indiscipliné. S'attache peu à la morale. Intrépide, même si sa jactance peut en faire douter. Content de soi, effronté. Une gaieté extravagante. Incapable de laisser les choses en l'état, quand elles vont bien. Cherche en toute occasion à argumenter et à s'attirer une querelle.

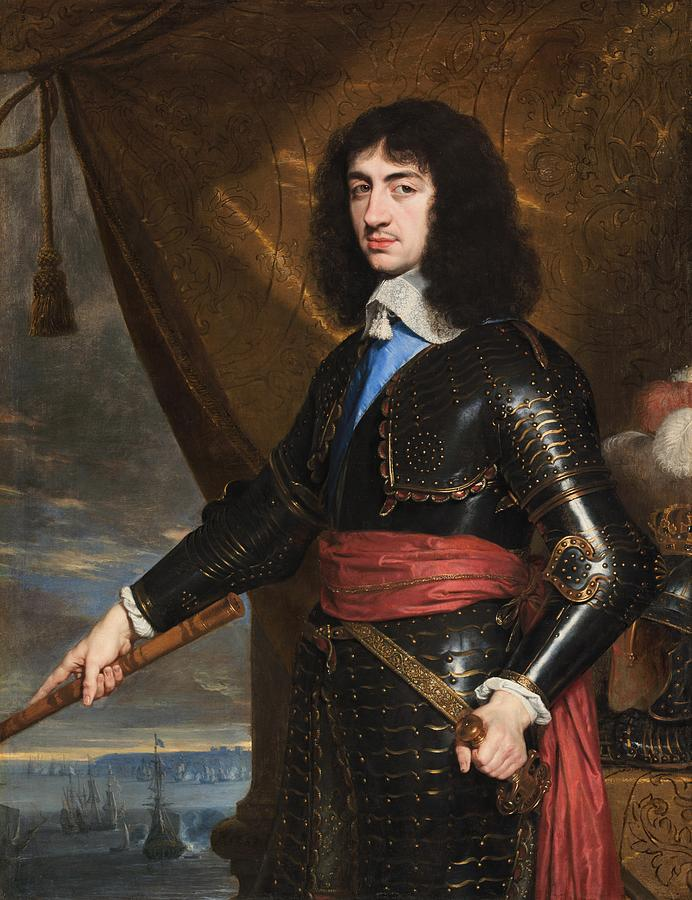
en 1653.

- Capitaine Gilbert Pearson, jeune aide de camp de Cromwell. D'une rude franchise : il parle en soldat plutôt qu'en saint. Il ne sait ni prêcher ni prier, mais il sait obéir aux ordres.
- Louis Kerneguy, page d'Albert Lee. En réalité, le futur Charles II. Sagace, entreprenant, prudent, patient, courageux, résolu. Des connaissances militaires. Ni vaniteux ni rancunier. Affable. Pas précisément aimable, mais jovial. Spirituel et gai. De la verve satirique. Égoïste, dissipé. Une morale dépravée. Épicurien, il peut, au milieu des plus cruels embarras et des pires dangers, s'abandonner aux plaisirs du moment. Voluptueux de bonne humeur, mais à cœur dur, sauf quand ses passions interviennent. Il manque de fermeté pour leur résister. Mais il n'est pas sujet à de violents accès dévorants. Ses amours sont plutôt une affaire d'habitudes et de mode que d'affection et de tendresse. Sceptique envers les deux sexes relativement à la vertu.
- Docteur Anthony Rochecliffe. Joseph Albany de son vrai nom. Ancien recteur anglican de la ville de Woodstock. Infatigable conspirateur. Sagace, vaniteux. Intrépide, entreprenant, beaucoup de ressource. Le danger et l'intrigue constituent son élément naturel. Il se dit l'âme et le moteur de tous les complots tramés en faveur du roi depuis 1642. Quelquefois trop ardent à pousser à des actions dangereuses des personnes qui finissent pendues. Passionné de mécanique.
- Caporal Grâce-soit-ici Humgudgeon, un des prédicateurs des soldats de Cromwell.
- Zorobabel Robins, vieux soldat expérimenté, théologien militaire, independent, vétéran des troupes de Cromwell. Répugne à verser le sang inutilement.
- Strickaltrhrow-le-Miséricordieux, vieil Écossais rigide, théologien militaire, vétéran des troupes de Cromwell. Avide de sang : « Car il est écrit : Maudit celui dont le glaive ne prend point part au carnage[28] ! »

## Accueil
Le livre connaît un très grand succès. La réaction des critiques est mitigée. Ils soupçonnent Scott de n'écrire plus que pour l'argent  — ou encore de déformer l'Histoire pour imposer ses vues politiques. Mais, dans la situation financière désastreuse où il se trouve, l'écrivain ne prête plus guère attention à l'avis des critiques. Il est heureux que le public se montre enthousiaste et que les ventes soient excellentes, en Angleterre comme en Écosse.

## Traductions

### Premières éditions en français
- Woodstock ou le Cavalier : histoire du temps de Cromwell, année 1651, trad. Auguste-Jean-Baptiste Defauconpret, Paris, Gosselin, 1826, 4 vol. in-12[29].
- Woodstock ou le Cavalier : histoire de l'année 1651, trad. Albert Montémont, Paris, Armand-Aubrée, 1830, in-8[29].
- Woodstock, dans Œuvres complètes de Walter Scott, t. X-1, trad. Louis Vivien, Paris, Pourrat, 1838-1839[30].

### Édition récente
Woodstock, coll. « Poche intérieur », trad. Defauconpret, Paris, Florent-Massot, 1994.

## Adaptations
- Le 8 septembre 1826, on joue au théâtre de la Porte-Saint-Martin, à Paris, Charles Stuart ou le Château de Woodstock, mélodrame en trois actes de Félix D. C. [F. de Coizy, Boirie et A. Béraud], tiré du roman de Scott. Publié à Paris, Quoy, 1826[31].
- Camille Roqueplan, Les Puritains d'Écosse, huile sur toile, Musée de la vie romantique, Paris. La scène représentée n’est pas dans le roman du même nom. Il s'agit plus certainement de la première scène de Woodstock (qui se passe en Angleterre), où Joseph Tomkins prend en chaire la place du révérend Holdenough. Au premier plan figure un lévrier qui n'est pas non plus dans le roman Les Puritains d'Écosse, mais pourrait bien être Bevis.